# Steinkiste an der Hesselvad Bro
Die mittelbronzezeitliche Steinkiste an der Hesselvad Bro (Brücke) ist eine Steinkiste am Übergang des „Gammel Landvej“ über die „Åkær Å“, westlich von Kolding in Jütland in Dänemark.
Die gut erhaltene Steinkiste (dänisch Hellekiste) aus 10 Tragsteinen und vier Decksteinen wurde in den 1990er Jahren beim Autobahnbau im Grabhügel Bredhøj, südlich von Lejrskov gefunden, untersucht und zum Parkplatz an der 1850 errichteten Hesselvad Bro versetzt. Mit der Steinkiste fanden sich eine Säge und einige Beschläge aus Bronze, die von einem Klapphocker stammten, dessen Holz längst verrottet war.